# Thomas Glanzmann
Thomas Glanzmann (Estocolm, 1958) és un empresari suec, president executiu de Grífols entre febrer de 2023 i setembre de 2024 i president no executiu de la companyia des de setembre de 2024.

## Biografia
Fill de metge suís i mare sueca, es va llicenciar en ciències polítiques a la Universitat de Dartmouth i va completar els seus estudis fent postgraus vinculats als negocis i a la gestió a Laussana (IMD) i a UCLA, als Estats Units. Va començar la seva trajectòria professional el 1984 a la indústria tabacalera, a Philip Morris, però el 1988 va canviar de sector pel farmacèutic, anant a treballar a Baxter, on assumiria diversos càrrecs fins al 2004.
Posteriorment fou nomenat President de Gambro, una empresa tecnològica sueca vinculada al sector de la medicina.
La seva relació amb Grífols va començar el 2006, quan entra com a conseller delegat de l'organització.
El febrer de 2023 fou nomenat President Executiu i CEO de Grífols. El 2024 l'empresa va anunciar que Thomas Glanzmann deixava les funcions de president executiu, en favor de Nacho Abia.
En l'àmbit privat, està casat, té tres filles i el 2023 tenia un net. Al llarg de la seva vida professional ha viscut a ciutats com Estocolm, Oslo, Viena, Munic, Zuric, Ginebra, Lausana, Los Angeles, Nova York, Chicago, Memphis, Montgomery i al Caire. Li agrada esquiar, jugar al tenis i navegar.